# Định luật Niven
Định luật Niven được đặt tên theo nhà văn khoa học viễn tưởng Larry Niven. Các định luật này được ông công bố định kỳ đi sâu vào chủ đề "vũ trụ vận hành như thế nào". Lần sửa đổi gần đây là 29 tháng 1 năm 2002, và công bố trên tạp chí Analog Magazine tháng 11 cùng năm. Các định luật bao gồm:
- Không bao giờ bắn tia laser vào một cái gương.
- Vì cảm giác an toàn mà buông tha tự do là hết sức ngây thơ.
- Hủy diệt luôn luôn đơn giản hơn sáng tạo.
- Luân lý thay đổi khi kỹ thuật thay đổi.
- Thông điệp chung của khoa học viễn tưởng là: Tồn tại những trí tuệ có suy nghĩ như bạn, nhưng khác biệt về chủng loại.

## Các định luật khác của Niven

### Định luật Niven (về du hành thời gian)
Một định luật khác được Niven đưa ra trong bài luận "Lý thuyết và thực tế của Du hành thời gian":
- Nếu một vũ trụ cho phép du hành thời gian và thay đổi lịch sử, trong vũ trụ đó sẽ không có cỗ máy thời gian.

Hans Moravec chú thích cho định luật như sau:
Có một khả năng đáng sợ như sau: Giả sử việc gửi thông điệp trở về quá khứ rất dễ dàng, hơn nữa luật nhân quả vẫn tồn tại (quá khứ quyết định tương lai). Bằng  một cách nào đó, một thông điệp được gửi về quá khứ sẽ thay đổi lịch sử, kể cả việc phát ra thông điệp đó, dẫn đến việc không có thông điệp nào được phát đi. Như vậy việc Du hành thời gian đã tự xóa sổ chính nó khỏi dòng lịch sử. (Quan điểm này được những người hâm mộ của Larry Niven coi như là một "Định luật Niven")— 

Ryan North đã mô tả định luật này trong truyện tranh Khủng Long năm 1818.

### Định luật Niven (truyện)
Định luật Niven cũng là tựa đề của một tập truyện ngắn xuất bản năm 1984 của Niven.
Trong tập truyện ngắn N-Space (đa trọng không gian) năm 1989, các định luật được phát biểu như là Định luật Niven cho tác giả:
1. Tác giả viết vì các tác giả khác thì nên viết thư.
2. Đừng bao giờ xấu hổ hay ngượng ngùng về những gì bạn lựa chọn để viết. (Đặc biệt trước khi đưa ra thị trường.)
3. Lãng phí thời gian của độc giả là một tội phạm.
4. Nếu không có gì để nói, vậy hãy nói theo cách bạn thích. Thay đổi văn phong,

### Định luật Niven(từKnown Space)
Rút ra từ Known Space: The Future Worlds of Larry Niven
1. Đừng bao giờ ném phân vào một người có võ trang
  1. Đừng đứng gần kẻ ném phân vào một người có võ trang.
2. Đừng bao giờ bắn tia laser vào gương.
3. Mẹ tự nhiên không quan tâm tới việc bạn có đang chơi bời hay không.
4. A x T = k. Tích của An toàn và Tự do là hằng số, bạn phải bỏ qua một phần an toàn để có thêm tự do.
5. Nếu thực sự có sức mạnh tâm linh hay ma thuật, chúng cũng sẽ sớm trở nên vô dụng.
6. Hủy diệt dễ hơn sáng tạo.
7. Đứa ngốc cũng có thể tiên đoán về quá khứ.
8. Lịch sử không bao giờ lặp lại.
9. Đạo đức thay đổi theo công nghệ.
10. Trạng thái vô chính phủ là trạng thái xã hội thiếu ổn định nhất. Nó sụp đổ chỉ do một cú hích nhẹ.